# Басангов, Баатр Бадмаевич
Баа́тр Бадма́евич Баса́нгов, имя при рождении — Гашута Баатр (калм. Басанга Баатр, 4 января 1911 год, хотон Цекерта, Уланхольский улус (ныне — Черноземельский район), Астраханская губерния, Российская империя — 25 апреля 1944 год, Абакан, Хакасия, РСФСР) — калмыцкий советский писатель, драматург, поэт, переводчик, историк.

## Биография
После окончания школы и курсов комсомольских работников он работал в органах ОГПУ и НКВД в Калмыкии, Москве, Астрахани.
Он участвовал в политических репрессиях и в арестах калмыцкой советской интеллигенции (писателей, совслужащих и др.), руководства КАССР и членов их семей, монахов, закрытии калмыцких хурулов, конфискации из хурулов предметов религиозного культа и еды.
Из-за серьёзной болезни был вынужден оставить службу в государственных органах и уйти на пенсию в раннем возрасте.
В 1934 году Баатр Басангов был принят в члены Союза писателей СССР.
В декабре 1943 года во время депортации калмыков был сослан в Сибирь. В депортации Баатр Басангов первое время жил в Красноярском крае, потом переехал в Абакан, где устроился литературным сотрудником в газете «Советская Хакасия». Проработав несколько дней, он вскоре скончался 25 апреля 1944 года.

## Творчество
Баатр Басангов начал публиковать свои первые литературные опыты в конце 20-х годов XX века в калмыцкой газете «Таңhчин зəңг» («Областные известия»). Первые рассказы на калмыцком языке были опубликованы в 1929 году в журнале «Мана келн» («Мой язык»). Первая книга рассказов на калмыцком языке «Правда минувших лет» вышла в 1931 году.
В 1934 году подготовил книгу «Сборник калмыцкой литературы», которая была опубликована в Москве.
В августе 1937 года Баатр Басангов подготовил подстрочный перевод двенадцати песен калмыцкого эпоса «Джангар», который в 1940 году использовал Семён Липкин при литературном переводе. В это же время Баатр Басангов занимался переводами на калмыцкий язык классиков марксизма-ленинизма, В. И. Ленина и мировой литературы. Известен своим переводом на калмыцкий язык стихотворения А. С. Пушкина «Памятник».
Баатр Басангов написал несколько пьес «Чууче», «Кермен», «Случай, достойный удивления», «Сян-Ка», «Крепостная девушка», которые идут на сцене Калмыцкого государственного театра до сих пор.
В довоенные годы Баатр Басангов занимался составлением первого в калмыцкой лексикографии большого «Русско-калмыцкого словаря», который был издан в 1940 году и переиздан в 1963 году. В 1940 году он опубликовал книгу калмыцких пословиц и поговорок.

## Сочинения

### На калмыцком языке
- Правда минувших лет. Рассказы;
- Вечное сокровище. Поэма, стихотворения;
- Страна Бумбы, Пьесы;
- Булгун. Рассказы;
- Русско-калмыцкий словарь.

### На русском языке
- В калмыцкой степи. Повесть;
- Правда минувших лет. Повесть.
- Булгун. Рассказ на русском

## Память
- В 1961 году, к 50-й годовщине, имя Баатра Басангова было присвоено Калмыцкому государственному драматическому театру в Элисте.
- В Элисте находится улица, названная именем Баатра Басангова.
- В поселке Комсомольский есть школа-гимназия, названная в честь Баатра Басангова[1].

## Источник
- Большая Советская энциклопедия: В 30 т., 3-е изд. — М., 1969—1978. — т. 3. — стр. 27
- Джимгиров М. Э. Писатели советской Калмыкии. — Элиста: Калмыцкое книжное издание, 1966. — стр. 56—60
- Календарь знаменательных и памятных дат на 2016 год/ 2016 Җилин ончта өдрмүдин лит, М-во культуры и туризма РК, Национальная библиотека им. А. М. Амур-Санана; сост. В. В. Сангаджиева; ред. О. Е. Аргунова; отв. за изд. Н. Б. Уластаева. — Элиста, 2015, стр. 5 — 6